# Edward Heath
Edward (Ted) Richard George Heath (født 9. juli 1916, død 17. juli 2005) var en britisk politiker. Han var premierminister fra 1970 til 1974 og det konservative partis leder fra 1965 til 1975. Da han blev premierminister i 1970 afløste han Harold Wilson fra Labour-partiet som han selv blev afløst af i 1974.